# Jainosaurus
Jainosaurus septentrionalis
Genre
Espèce
Synonymes
* Antarctosaurus septentrionalis von Huene & Matley, 1933 - protonyme
Jainosaurus est un genre éteint de dinosaures sauropodes, un de titanosaure du Crétacé inférieur découvert en Inde et ailleurs en Asie. Il aurait atteint une longueur de 18 mètres et une hauteur de six mètres à l'âge adulte.

## Histoire
Les premiers fossiles ont été retrouvés entre 1917 et 1920 dans la formation de Lameta, près de Jabalpur  dans l’État du Madhya Pradesh au centre de l'Inde, par Charles Alfred Matley.
La seule espèce connue, Jainosaurus septentrionalis, a été décrite initialement sous le protonyme de Antarctosaurus septentrionalis par Friedrich von Huene et Charles Alfred Matley en 1933. Le nom spécifique septentrionalis signifie « nordique » en latin, une référence au fait que l'espèce a été retrouvée dans l'hémisphère nord alors qu'Antarctosaurus signifie « saurien de l'hémisphère sud », l'espèce type Antarctosaurus wichmannianus ayant été retrouvée en Argentine.
En 1995, Adrian Paul Hunt (d) crée le genre Jainosaurus. Le nom générique est donné en l'honneur du paléontologue indien Sohan Lal Jain (en). Ce dernier a travaillé sur les échantillons et a co-publié ses résultats en 1982,. En 1996, Sankar Chatterjee attribue une deuxième boîte crânienne au genre : ISI R162.
En 2009, Jeffrey A. Wilson (en) et ses collègues refont une description détaillée du genre à partir du lectotype GSI IM K27/497, composé d'une boîte crânienne (basicranium). Wilson conclut que Jainosaurus est un taxon valide, qui se distingue bien d'Isisaurus et qui se rapproche beaucoup plus de dinosaures sud-américains tels Pitekunsaurus, Muyelensaurus et Antarctosaurus que d'Isisaurus ou de Rapetosaurus.

## Classification
Jainosaurus est généralement considéré comme un titanosaure assez basal.
En 2019 cependant, Philip Mannion et ses collègues le placent en groupe frère du genre malgache Vahiny à l'intérieur du clade des Lithostrotia. C'est ce que montre leur cladogramme ci -dessous, ainsi que sa proximité avec Antarctosaurus et avec le clade des Lognkosauria :
- Titanosauria
  - Andesaurus
  - 
    - Ruyangosaurus
    - 
      - 
        - Daxiatitan
        - Xianshanosaurus

      - Lithostrotia
        - Malawisaurus
        - 
          - 
            - Epachthosaurus
            - 
              - 
                - 
                  - Muyelensaurus
                  - Rinconsaurus

                - 
                  - Pitekunsaurus
                  - 
                    - Antarctosaurus
                    - 
                      - Jainosaurus
                      - Vahiny

              - 
                - Normanniasaurus
                - Lognkosauria
                  - Argentinosaurus
                  - Futalognkosaurus
                  - Mendozasaurus
                  - 
                    - Notocolossus
                    - Patagotitan
                    - Puertasaurus

          - 
            - 
              - Nemegtosaurus
              - Tapuiasaurus

            - 
              - 
                - Aeolosaurus
                - Rapetosaurus

              - 
                - Alamosaurus
                - 
                  - Isisaurus
                  - 
                    - Saltasaurus
                    - 
                      - Opisthocoelicaudia
                      - 
                        - Diamantinasaurus
                        - Savannasaurus